# Phare de Kambanes
Le phare de Kambanes (en islandais : Kambanesviti) est un phare situé sur un cap séparant le Stöðvarfjörður et la baie de Breiðdalsvík dans la région d'Austurland.